# Жилинский, Евстахий Янушевич
Жилинский Евстахий Янушевич (1 ноября 1889, местечко Куна Гайсинского уезда — 4 июля 1954, Лодзь) — польский математик, доктор наук, профессор.

## Краткое жизнеописание
Отец — безземельный дворянин, был сельскохозяйственным служащим.
В 1907 году окончил с золотой медалью Первую Киевскую гимназию, а в 1911 году — физико-математический факультет Университета Св. Владимира с дипломом первой степени по физико-математическим наукам, был учеником Д. А. Граве.
В 1912 году получает серебряную медаль за конкурсную работу «Новые течения в теории идеалов», оставлен в университете «для подготовки к профессорскому званию», получил стипендию для обучения за рубежом.
В 1912—1913 годах учится: в университете в Геттингена Е. Ландау, в Марбурге и Кембридже.
В 1916—1917 годах служит в российской армии — инженерном училище, электротехнической школе, при штабе фронта в Каменце-Подольском и Бердичеве.
В 1917—1919 годах был в Киеве доцентом математики в различных заведениях.
В 1919 году в Варшаве — в польском войске преподавателем электротехнических предметов.
С октября 1919 года — чрезвычайный профессор математики и руководитель кафедры Львовского университета, с 1922 — обычный профессор.
В 1929—1930 годах — декан математико-естественного факультета.
Организовывал учебный процесс по математике в 1920-х годах. Как член Совета факультета в 1921 году ходатайствовал о допуске к докторским экзаменам Стефана Банаха, в 1922 — по различным вопросам его хабилитации, был рецензентом докторской труда Банаховых вместе с Г. Штейнхаузом; среди учеников — Йозеф Пепис.
Научные интересы заключались в плоскости теории. Также занимался алгеброй, логикой и основами математики.
В 1925 года он доказывает, что вне двух логических функторов штриха Шеффера и стрелки Пирса, никаким другим бинарным функтором не возможно определить все унарные и бинарные функторы. Это исследование цитировалось в работах таких логиков, как Пост и Куайн.
Участвовал в международных математических конгрессах:
- 1912 — в Кембридже,
- 1926 — Болонье,
- 1936 — в Осло,
- 1935 — в конференции, посвященной 50-летию научного труда Д. Граве в Киеве.

По реорганизации Львовского университета 1939 года — профессор, заведует кафедрой алгебры в 1939-41, и 1944-46.
В 1946 году выехал в Польшу, в 1946-47 работал в Министерстве иностранных дел, получает назначение консулом в Киеве, однако на службу не поехал.
Проживал в Лодзе, работал в Политехнике города Гливице.
Похоронен в Лодзе.
Научное наследие составляет более 20 работ и 6 учебников.

## Источник
- Механико-математический факультет